# 1989 في فرنسا
فيما يلي قوائم الأحداث التي وقعت خلال عام 1989 في فرنسا.

## سياسة

### تعيين في المنصب
- 18 مارس – جان مارك أيرولت عمدة نانت.
- 20 مارس – بيرنارد أكوير رئيس بلدية [الإنجليزية]‏.

## رياضة
- 1 يناير – دورة فرنسا المفتوحة 1989
- 9 يوليو – جائزة فرنسا الكبرى 1989 الفائز ألن بروست.

## أفلام
من الأفلام التي صدرت هذه السنة في فرنسا:
- 29 سبتمبر – سينما باراديزو الجديدة من إخراج جيوزبي تورنتوري.

## مواليد

### يناير
- 4 يناير – جودي مينكس
- 6 يناير – فابين روبيرت لاعب كرة قدم فرنسي.
- 7 يناير – زكرياء بركديش لاعب كرة قدم مغربي.
- 8 يناير – دومينيك مالونغا لاعب كرة قدم كونغولي.
- 10 يناير – ساره ميشيل لاعبة كرة سلة فرنسية.
- 16 يناير – بول لاسن لاعب كرة قدم فرنسي.
- 17 يناير – أنطوان ديوت لاعب كرة سلة فرنسي.
- 18 يناير – ماكسيم تيكسيرا لاعب كرة مضرب فرنسي.
- 20 يناير – كيفن غوميس
- 24 يناير – سامبا دياكيتي لاعب كرة قدم فرنسي.
- 25 يناير – شريفة لونا مغنية فرنسية.
- 29 يناير – سليم بن جميعة لاعب كرة قدم فرنسي.
- 30 يناير – فرانك تابانو لاعب كرة قدم فرنسي.
- 31 يناير – راؤول لوي لاعب كرة قدم فرنسي.

### فبراير
- 1 فبراير – لامين كوني
- 9 فبراير – السان توريه لاعب كرة قدم فرنسي.
- 23 فبراير – جيريمي بيد لاعب كرة قدم فرنسي.
- 25 فبراير – كريم آيت فانا لاعب كرة قدم فرنسي.
- 26 فبراير – غابرييل أوبيرتان لاعب كرة قدم فرنسي.
- 27 فبراير – لوك بوجول لاعب كرة قدم فرنسي.

### مارس
- 2 مارس – سامبو ياتاباري لاعب كرة قدم.
- 6 مارس – سيدريك منساه لاعب كرة قدم.
- 10 مارس – ماكسيم غونالونز لاعب كرة قدم فرنسي.
- 13 مارس – بيار نيني ممثل فرنسي.
- 15 مارس – أدريين سيلفا لاعب كرة قدم برتغالي.
- 20 مارس – ماثيو دريير لاعب كرة قدم فرنسي.
- 23 مارس – كريم بوطاجين لاعب كرة قدم فرنسي.
- 26 مارس – أميل بوديرا لاعبة كرة سلة فرنسية.
- 31 مارس – جيوفاني سيو لاعب كرة قدم إيفواري.
- 31 مارس – صيام بن يوسف لاعب كرة قدم تونسي.

### أبريل
- 1 أبريل – ديفيد نغوغ لاعب كرة قدم فرنسي.
- 4 أبريل – كاميل سيرم لاعبة اسكواش فرنسية.
- 4 أبريل – محمد شعلالي لاعب كرة قدم جزائري.
- 6 أبريل – جميل بكر لاعب كرة قدم فرنسي.
- 7 أبريل – بنجامين لوروا لاعب كرة قدم فرنسي.
- 10 أبريل – توماس هيورتيل لاعب كرة سلة فرنسي.
- 14 أبريل – لوكاس ماهياس متسابق دراجات نارية فرنسي.
- 20 أبريل – أمين تيغازوي

### مايو
- 1 مايو – أرميندو فونسيكا درّاج طريق فرنسي.
- 2 مايو – أليسون بينو لاعبة كرة يد فرنسية.
- 3 مايو – يوان أندريو لاعب كرة قدم فرنسي.
- 8 مايو – بينوا بيير لاعب كرة مضرب فرنسي.
- 8 مايو – نورا أرنزيدير ممثلة فرنسية.
- 9 مايو – أليس ليفيك لاعبة كرة يد فرنسية.
- 12 مايو – عثمان كمارا لاعب كرة سلة فرنسي.
- 18 مايو – أوجين لي سومر لاعبة كرة قدم فرنسية.
- 24 مايو – يانيك بولاسي لاعب كرة قدم.

### يونيو
- 1 يونيو – جوناثان تينهان
- 3 يونيو – بانغالي فوفانا لاعب كرة سلة فرنسي.
- 5 يونيو – جيروم كزن
- 8 يونيو – أموري فاسيلي
- 9 يونيو – جولي برست درّاجة طريق فرنسية.
- 9 يونيو – هوغو تشيانتشي لاعب كرة قدم فرنسي.
- 10 يونيو – الفردو بن نبوهان لاعب كرة قدم فرنسي.
- 15 يونيو – تيدي تامغو منافِس أوليمبي فرنسي.
- 18 يونيو – بيير إيميريك أوباميانغ لاعب كرة قدم غابوني.
- 19 يونيو – عبد العزيز برادة لاعب كرة قدم مغربي.
- 23 يونيو – لويس روسي متسابق دراجات نارية فرنسي.

### يوليو
- 9 يوليو – عثمان كوليبالي لاعب كرة قدم.
- 11 يوليو – كيني ليسن لاعبة كرة مضرب فرنسية.
- 17 يوليو – فوسيني سيسي لاعب كرة قدم فرنسي.
- 18 يوليو – يوهان مولو لاعب كرة قدم فرنسي.
- 24 يوليو – سلوان بريفات لاعب كرة قدم فرنسي.
- 26 يوليو – مامادو دياوارا لاعب كرة قدم فرنسي.

### أغسطس
- 2 أغسطس – بريسكيا بيتي
- 3 أغسطس – جول بيانكي سائق سيارة سباق فرنسي.
- 5 أغسطس – غريغوري سيرتيتش لاعب كرة قدم فرنسي.
- 6 أغسطس – تونغو حامد دومبيا لاعب كرة قدم.
- 6 أغسطس – كارل أونا إمبو لاعب كرة سلة فرنسي.
- 16 أغسطس – موسى سيسوكو لاعب كرة قدم فرنسي.
- 22 أغسطس – تريستان فوتييه سائق سيارة سباق فرنسي.

### سبتمبر
- 6 سبتمبر – أودري ديروين لاعبة كرة يد فرنسية.
- 10 سبتمبر – يانوس سانكاري لاعب كرة قدم.
- 11 سبتمبر – أنتوني ديلابلاسي درّاج طريق فرنسي.
- 11 سبتمبر – ريمي سيليا لاعب كرة قدم فرنسي.
- 12 سبتمبر – يوريك رافيت لاعب كرة قدم فرنسي.
- 18 سبتمبر – إدوين جاكسون لاعب كرة سلة فرنسي.
- 22 سبتمبر – أودري كوردون درّاجة طريق فرنسية.
- 28 سبتمبر – أماندين هنري لاعبة كرة قدم فرنسية.

### أكتوبر
- 8 أكتوبر – أرماند تراوري لاعب كرة قدم.
- 10 أكتوبر – بارفايت مانداندا لاعب كرة قدم كونغولي ديمقراطي.
- 20 أكتوبر – لامين جاساما لاعب كرة قدم.
- 22 أكتوبر – جوناثان كودجيا لاعب كرة قدم فرنسي.
- 27 أكتوبر – جوك رابر فرنسي.
- 28 أكتوبر – كاميي موفا سباحة فرنسية.
- 28 أكتوبر – كيفن ثيوفايل كاثيرين لاعب كرة قدم فرنسي.

### نوفمبر
- 8 نوفمبر – مورغان شنيدرلين لاعب كرة قدم فرنسي.
- 19 نوفمبر – كلوي مورتو

### ديسمبر
- 1 ديسمبر – غاي نابايو لاعب كرة قدم فرنسي.
- 7 ديسمبر – كيفن سيرافين لاعب كرة سلة فرنسي.
- 9 ديسمبر – مارييل أمانت لاعبة كرة سلة فرنسية.
- 10 ديسمبر – ماريون ماريشال لوبان سياسية فرنسية.
- 14 ديسمبر – أماث مباي لاعب كرة سلة فرنسي.
- 15 ديسمبر – هيلينا سياك لاعبة كرة سلة فرنسية.
- 17 ديسمبر – أندريه آيو لاعب كرة قدم غاني.
- 26 ديسمبر – سفيان فيغولي لاعب دولي جزائري.

## وفيات

### فبراير
- 13 فبراير – أوجيني أميرة اليونان والدنمارك (مواليد 1910) كاتبة فرنسية.
- 21 فبراير – أليكس ثيبو (مواليد 1906) لاعب كرة قدم فرنسي.

### مارس
- 8 مارس – روبر لاكوست (مواليد 1898) سياسي فرنسي.

### يونيو
- 5 يونيو – اندريه ميشيل (مواليد 1910)
- 8 يونيو – ألبرت سباجياري (مواليد 1932) مصور فرنسي.

### يوليو
- 30 يوليو – أوكتاف مانوني (مواليد 1899)

### أكتوبر
- 14 أكتوبر – رينيه بيتي (مواليد 1899) لاعب كرة قدم فرنسي.
- 28 أكتوبر – لوران دي لورتو (مواليد 1909) لاعب كرة قدم فرنسي.